# Echinopsis arachnacantha
Echinopsis arachnacantha là một loài thực vật có hoa trong họ Cactaceae. Loài này được (Buining & Ritter) Friedrich mô tả khoa học đầu tiên năm 1974.

## Hình ảnh

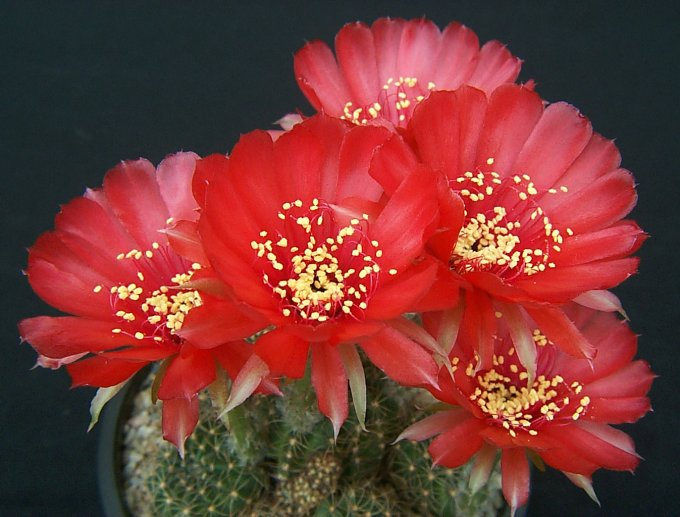
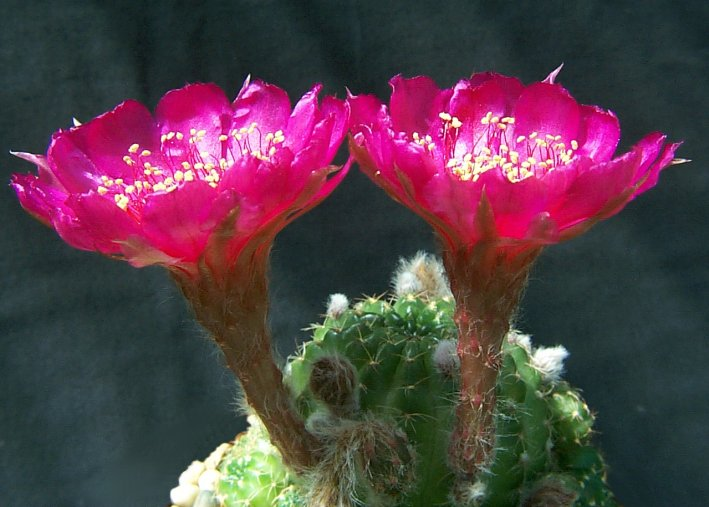
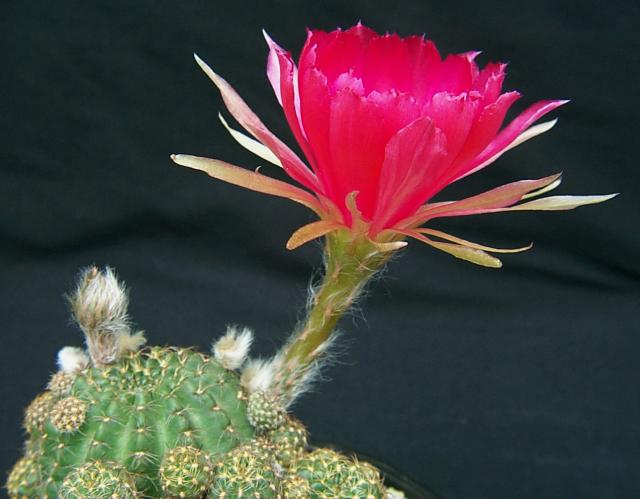
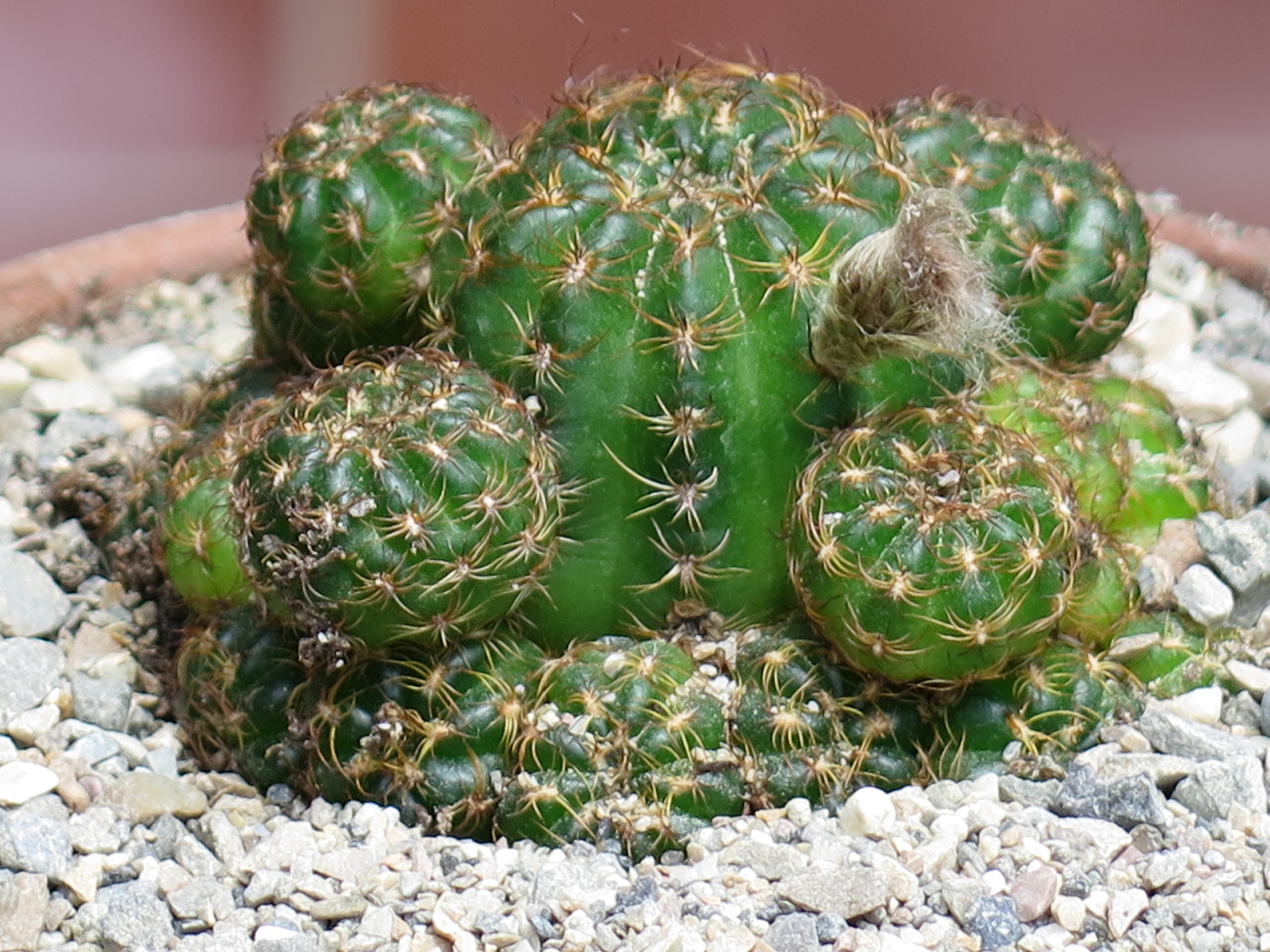